# Скарбек, Ирвин
Ирвин Чемберс Скарбек (англ. Irvin Chambers Scarbeck; 8 мая 1920 года — 1970 год) — сотрудник Государственного департамента США, которого Министерство общественной безопасности Польши завербовало, шантажируя его обнародованием информации о его романтических отношениях с гражданкой Польши. На Скарбека было заведено в США уголовное дело под номером  50 783(b) по обвинению в шпионаже. Он получил 30 лет тюрьмы, в 1963 году этот срок сократили до 10 лет. В связи с произошедшим скандалом Акт 1917 года о шпионаже был пересмотрен, и его действие стало распространяться в отношении граждан США и за рубежом.

## Биография
Скарбек окончил Городской колледж Нью-Йорка и Нью-Йоркский университет. Участник Второй мировой войны, служил в Армии США в 1942—1946 годах. Позже работал в Государственном департаменте США, отмечен ведомственными наградами. В 1958 году назначен административным служащим в Посольство США в Польше, в Варшаву переехал с женой, дочерью и двумя сыновьями. Любил семейные поездки в сельскую местность, слушал музыку. Сотрудники оценивали Скарбека положительно.
В 1959 году Скарбек начал отношения с 22-летней полькой Уршулой Марией Дишер (пол. Urszula Maria Discher). Он неоднократно приезжал к ней на квартиру для личных встреч. В 1960 году агенты службы безопасности ПНР сделали несколько фотографий, застав Ирвина и Уршулу в постели. Министерство общественной безопасности Польши позже угрожало опубликовать эти фотографии, если Скарбек не согласится предоставлять им секретную правительственную информацию США. Сам Скарбек утверждал, что польские спецслужбы угрожали и Уршуле, поэтому согласился работать на ПНР, только чтобы спасти девушку. Он обеспечил её переезд в ФРГ, нашёл для неё там квартиру и выделил некую сумму средств на содержание.
За время своей работы в 1960—1961 годах Скарбек передал полякам несколько секретных докладов посла США в Польше Госдепу о политической ситуации в Восточной Европе. По окончании его работы в Польше Скарбека собирались командировать в другое посольство, однако в июне 1961 года ФБР арестовала Скарбека. В июле суд округа Колумбия предъявил обвинения Скарбеку в антигосударственной деятельности: попытке уничтожения государственных документов (Раздел 18 Кодекса США, § 2071) и трёх случаях передачи секретной информации враждебным США государствам (Раздел 50 Кодекса США, § 783(b)). Скарбек стал первым, кому предъявили обвинения в раскрытии государственной тайны коммунистическим державам: это попадало под нарушение Акта о внутренней безопасности, предложенного сенатором Пэтом Маккарраном в 1950 году в разгар маккартизма и антикоммунистической истерии в США — одного из немногих Актов, который признаёт уголовным преступлением раскрытие государственных, военных и т.п. тайн. Сенатор Карл Мундт оправдывал подобные действия тем, что США уже был нанесён серьёзный урон от таких людей, как Элджер Хисс и Элизабет Бентли.
Скарбек был признан виновным в нарушении Раздела 50 Кодекса США, нарушение Раздела 18 Кодекса США не было доказано. В ноябре 1961 года он получил суммарно 30 лет тюрьмы: по 10 лет за каждое преступление, что было максимальным наказанием по закону. Супруга Скарбека заявила, что сядет в тюрьму вместе с ним. Скарбек подал апелляцию в Верховный суд США, и его адвокаты заявили о следующих доводах в пользу его оправдания:
- под «засекреченными документами» не могут подразумеваться документы, засекреченные послом, а не президентом;
- Скарбек имел полное право оспорить степень засекречивания;
- Скарбек имел все полномочия раскрывать подобные документы, которые рассекретил;
- его признание было выбито под пытками, а следовательно, считается оговариванием себя;
- его признание не подтверждается никаким фактами.

В июне 1963 года Верховный суд оставил вердикт «виновен» без изменения, но сократил общий срок до 10 лет. В 1966 году Скарбек был помилован. Скончался в 1970 году.

## Последствия
В 1961 году член Конгресса США Ричард Пофф выступил с призывом пересмотреть положения Акта о шпионаже 1917 года, заявив, что его действие распространялось только на территорию США, поэтому осудить за его нарушение Скарбека не удалось. Пофф попытался отменить положение статьи 791, чтобы применять Акт о шпионаже в любой стране. Поправку Поффа принял сенат только с третьего раза.